# Марксбург
Замок Марксбург (нем. Marksburg) — один из замков долины Среднего Рейна в Германии в земле Рейнланд-Пфальц. Это единственный замок долины Среднего Рейна, который не был взят французскими войсками в XVII веке и потому сохранил средневековый стиль своей архитектуры в неизменном виде.

## История
Упоминание о будущем Марксбурге относится к 1231 г. под именем города, над которым он расположен — Браубах (нем. Braubach).
В 1283 замок переходит во владение графа Эберхарда II фон Катценеленбогена (нем. Katzenelnbogen).
В 1479 род Катценеленбогенов пресекся. После свадьбы наследницы Анны с Генрихом Гессенским замок переходит во владение графов Гессенских.
В 1689—1692 гг. после войны за Пфальцское наследство в Европе французская армия разрушила все замки по обоим берегам Рейна, однако Марксбург ей взять не удалось. Таким образом, Марксбург является единственным из рейнских высотных замков, так и оставшихся неприступным.

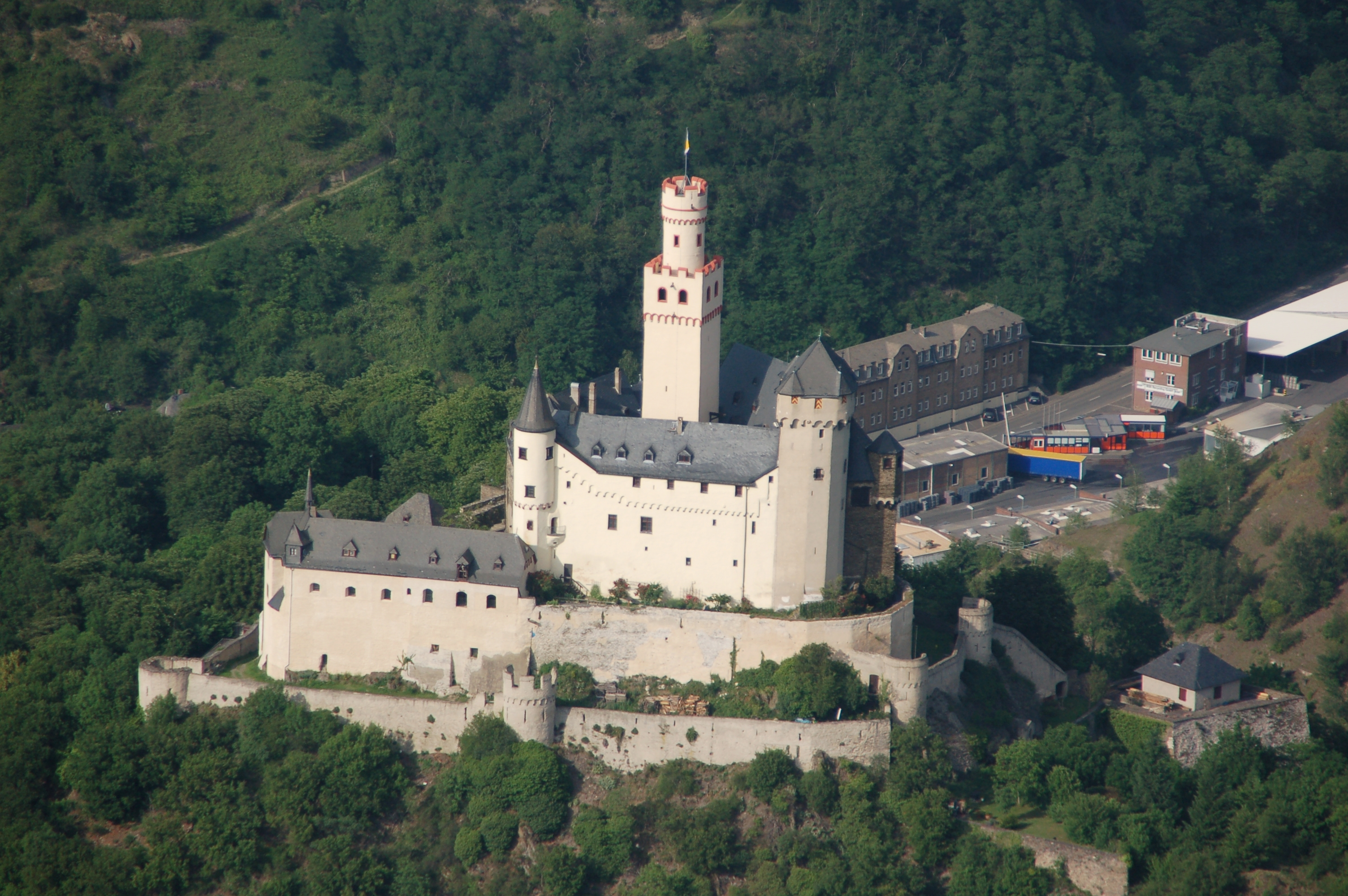
Замок Марксбург

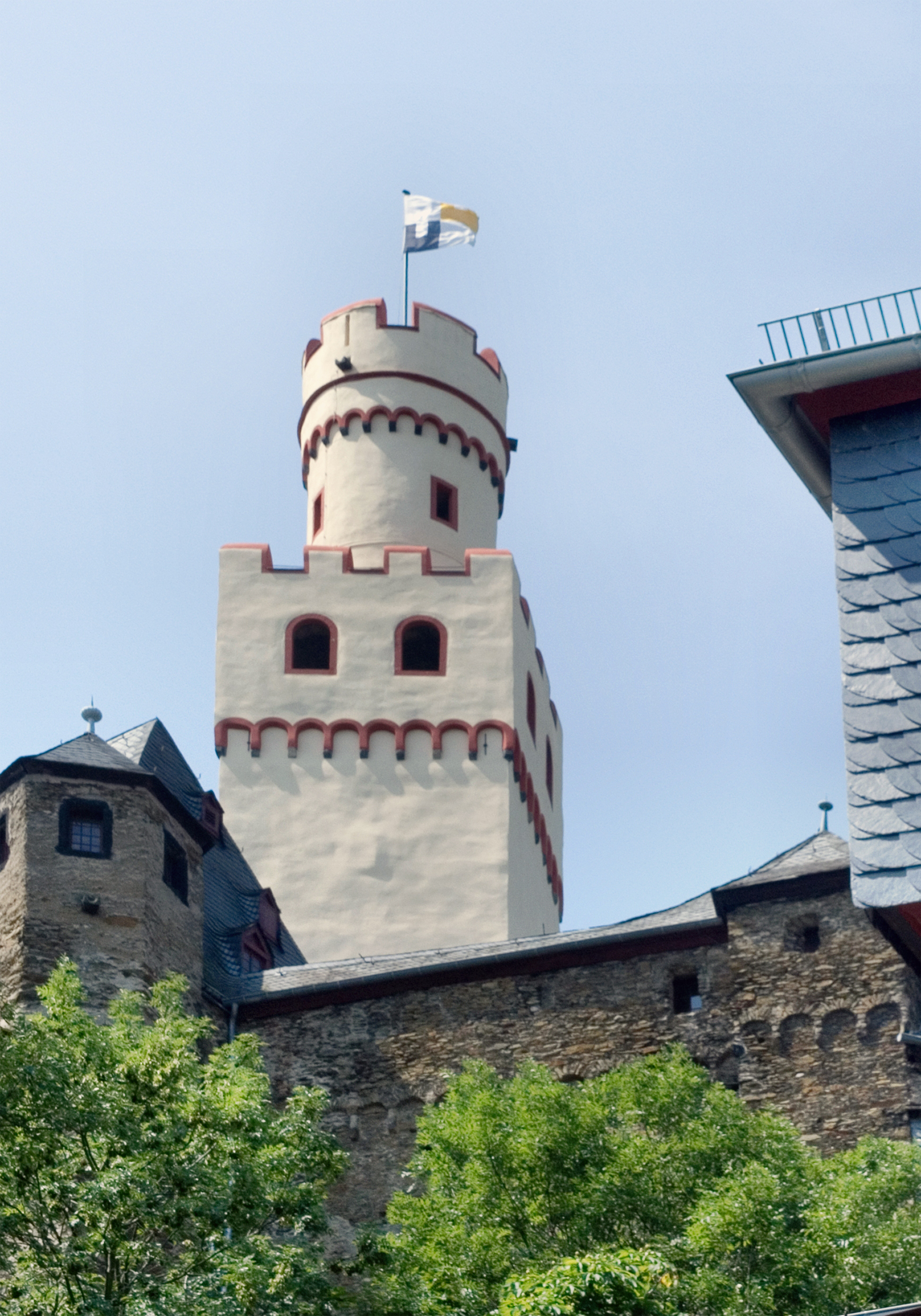
Донжон замка Марксбург

В 1803 г. Германская империя распалась, и Марксбург перешёл во владение герцогства Нассау (Nassau). Замок превратился в дом для увечных солдат и тюрьму.
В 1900 г. замок куплен Немецким обществом замков за 1000 золотых марок.
В 2002 г. замок вошёл в состав объекта Всемирного наследия ЮНЕСКО «Долина Верхнего-Среднего Рейна» («Upper Middle Rhine Valley»).